# Vester (Gitarrenmarke)

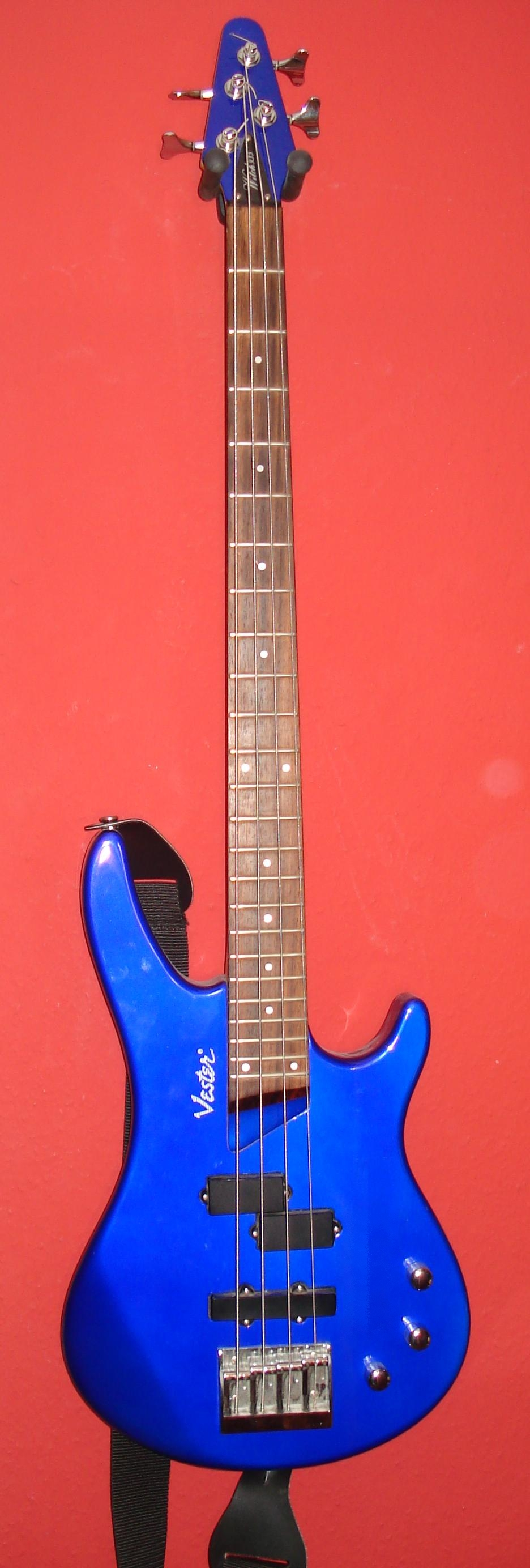
Vester Witch 935

Die Bass- und Gitarrenmarke Vester wurde Anfang der 1990er von drei Koreanischen Geschäftsleuten (zwei Hersteller, der andere Vertrieb) auf den Markt gebracht. 
Das Unternehmen „SaeHan“ war einer der größten Instrumentenhersteller Südkoreas und produzierte u. a. für Ibanez, Fender, Kaman (Ovation) u. a. die günstige Linie. Jedoch zerstritten sich Hersteller und Vertrieb (Inhaber des Markennamens) Mitte der 1990er und somit wurde auch der Marke in dieser Form ein Ende bereitet.